# 切里亚莱
切里亚莱（義大利語：Ceriale），是意大利萨沃纳省的一个市镇。总面积11.21平方公里，人口6031人，人口密度538.0人/平方公里（2009年）。ISTAT代码为009024。